# Зубовка (Сумская область)
Зубовка (укр. Зубівка) — село, Буймерский сельский совет, Тростянецкий район, Сумская область, Украина.
Код КОАТУУ — 5925081202. Население по переписи 2001 года составляло 24 человека .

## Географическое положение
Село Зубовка находится на расстоянии до 1,5 км от сёл Буймер, Тучное и посёлок Виноградное. Рядом проходит автомобильная дорога Т-1913.